# ساوت میلز (کارولینای شمالی)

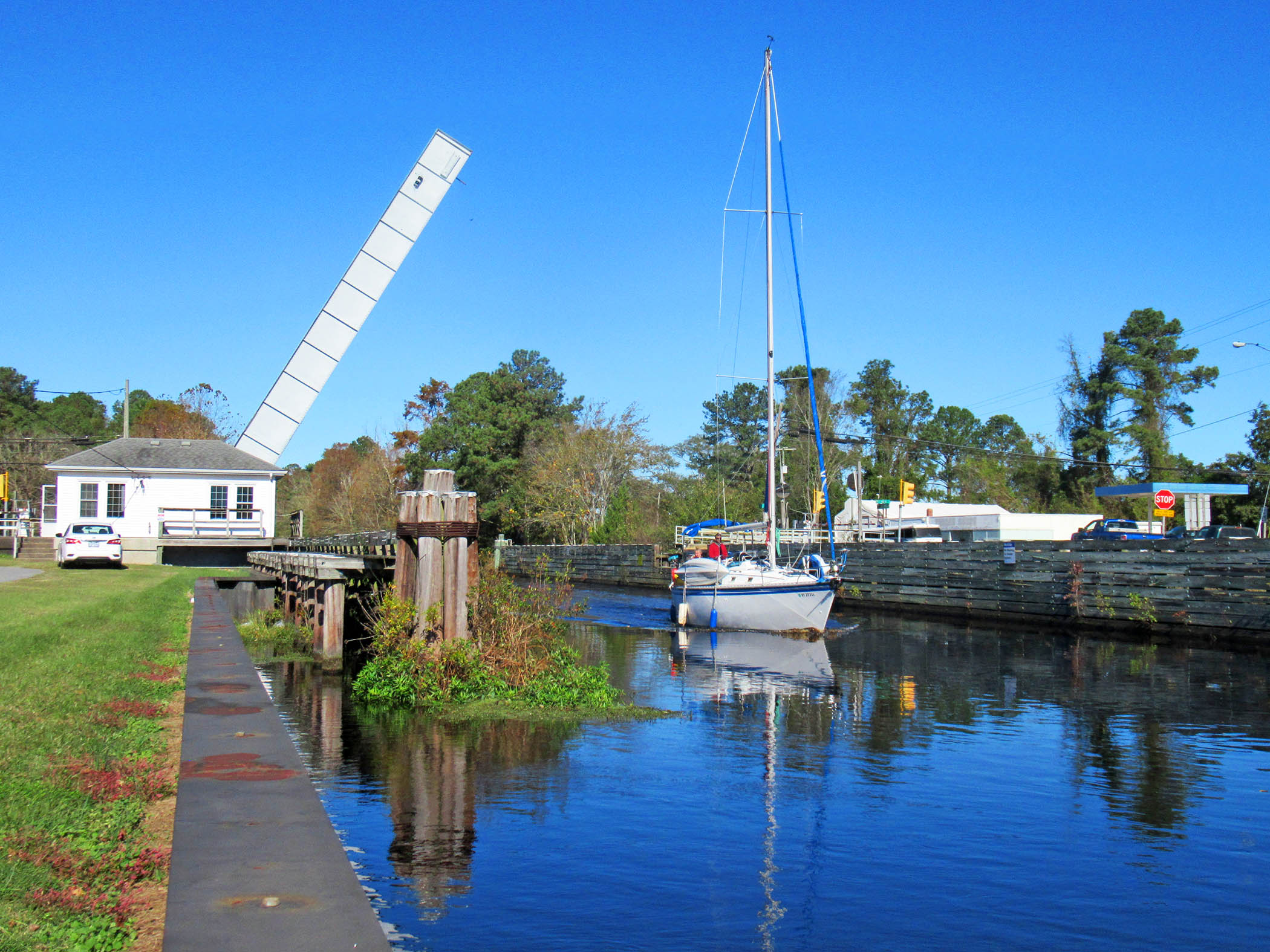
نمایی از ساوت میلز، شهری در ایالت کارولینای شمالی - ۲۰۲۰

میلز (به انگلیسی: South Mills) شهری در ایالت کارولینای شمالی کشور ایالات متحده آمریکا است که جمعیت آن در سرشماری سال ۲۰۱۰ میلادی، ۴۵۴ نفر بوده‌است.